# Perdere l'amore
"Perdere l'amore" (tạm dịch từ tiếng Ý: "Đánh mất tình yêu") là một bài hát tiếng Ý được sáng tác bởi Marcello Marrocchi và Giampiero Artegiani. Ca khúc được Massimo Ranieri phát hành thành đĩa đơn từ album cùng tên vào năm 1988. Bài hát đã giành chiến thắng tại Nhạc hội Sanremo lần thứ 38 và đánh dấu sự trở lại với âm nhạc của Ranieri sau một thập kỷ cống hiến cho diễn xuất.
Bài hát từng được Gianni Nazzaro đề xuất với những người tổ chức nhạc hội Sanremo vào năm 1987, nhưng sau đó bị loại khỏi danh sách lựa chọn bài hát sơ bộ.
"Perdere l'amore" đã được nhiều nghệ sĩ thể hiện lại, trong đó có Lara Fabian, André Hazes, Mino Reitano.

## Danh sách bài hát
- Đĩa đơn 7"

1. "Perdere l'amore" (Marcello Marrocchi, Giampiero Artegiani)
2. "Dove sta il poeta" (Marcello Marrocchi, Giampiero Artegiani)

## Xếp hạng

### Xếp hạng tuần
| Bảng xếp hạng | Vị trí cao nhất |
| ------------- | --------------- |
| Ý             | 1               |

### Xếp hạng cuối năm
| Bảng xếp hạng | Vị trí cao nhất |
| ------------- | --------------- |
| Ý             | 16              |